# Henri Dor
Henri Dor est un ophtalmologue et espérantiste suisse né le 4 octobre 1835 à Vevey et mort le 28 octobre 1912 à Caluire-et-Cuire,.

## Biographie
Il a étudié la médecine à l'université de Zurich, puis a complété son éducation en ophtalmologie à Vienne, Berlin, Paris, Londres, Édimbourg et Utrecht. À partir de 1860, il travaille comme ophtalmologue à Vevey, puis est nommé en 1867 professeur d'ophtalmologie à l'Université de Berne.
En 1876, il renonce au professorat et ouvre une clinique privée à Lyon. Il a fondé la Revue générale d'ophtalmologie avec Edouard Meyer. Il a fait aussi partie des fondateurs de la Société d'ophtalmologie de Heidelberg. Il est devenu en 1881 membre de la Société d'anthropologie de Lyon, qu'il a présidée en 1898 et en 1909.
Il est l'auteur de nombreux articles sur l'ophtalmologie clinique et sur la physiologie de la vision. Il parlait couramment plusieurs langues, dont l'espéranto. En 1908, il est devenu le premier président de la World Esperanto Medical Association.
Sa fille, Alice Dor, a épousé le sinologue Édouard Chavannes.
Son fils, Louis Dor, a épousé Valérie Chamousset.

## Distinctions
- Chevalier de la Légion d'honneur, 1912[4].

## Publications
- De la vision chez les arthropodes, 1861.
- Des différences individuelles de la réfraction de l'oeil, Paris, Masson, 1866
- Le Stéréoscope et la vision stéréoscopique, 1871.
- Quelques mots sur la vision binoculaire, en réponse aux articles de Raoul Pictet et Joseph LeConte, 1872.
- Échelle pour mesurer l'acuité de la vision chromatique, Lyon, Masson, 1878
- Étude sur l'hygiène oculaire au lycée de Lyon, Paris, Masson, 1878.
- Notice sur le chlorhydrate de pilocarpine, Lyon, Riotor, 1878.
- Nouvelle recherches sur la détermination quantitative de la vision chromatique, Lyon, Riotor, 1878.
- De l'évolution historique du sens des couleurs, réfutation des théories de Gladstone et de Magnus, Paris, Masson, 1878.
- Compte-Rendu statistique de la Clinique ophtalmologique de l'Université de Berne, Lyon, Cassel, 1878.
- Rupture du ligament suspenseur du cristallin, déformation pyriforme, hernie du cristallin, Lyon, Riotor, 1878.
- Traitement du kératoconus (staphylome conique pellucide) par l'emploi des verres coniques, Lyon, Association typographique, 1881.
- Héméralopie dépendant d'une forme atypique de rétinite, Paris, Parent, 1883.

## Articles
- L'importance actuelle de l'Espéranto dans le monde, in: Bulletin de la Société d'anthropologie de Lyon, 1911.
- Les palaffitteurs de l'âge du bronze du cimetière de Boiron, près Morges (Suisse), in: Bulletin de la Société d'anthropologie de Lyon, 1909.
- A propos du mémoire de Havelock Ellis sur la psychologie de la couleur jaune, in: Bulletin de la Société d'anthropologie de Lyon, 1907.
- Les Pygmées néolithiques en Suisse, in: Bulletin de la Société d'anthropologie de Lyon, 1903.

## Traductions
- Revue critique de la doctrine sur le centre cortical de la vision, par Salomon Eberhard Henschen (en), traduction du suédois en français, 1900.
- L'astigmatisme et les verres cylindriques, par Franciscus Cornelis Donders, traduction du hollandais en français, Paris, Germer Baillière, 1863.